# 31839 Depinto
31839 Depinto este o planetă minoră (asteroid) din centura de asteroizi. A fost descoperită pe 2 februarie 2000 la Experimental Test Site⁠(d) de Lincoln Near-Earth Asteroid Research. 
Obiectul prezintă o orbită caracterizată de o semiaxă mare de 2,3859711 UAi, o excentricitate de 0,12, o înclinație de 1,63335 ° în raport cu ecliptica.